# Посольство України в Мексиці
Посольство України в Мексиканських Сполучених Штатах — дипломатична місія України в Мексиканських Сполучених Штатах, знаходиться в Мехіко.

## Завдання посольства
Основне завдання Посольства України в Мехіко представляти інтереси України, сприяти розвиткові політичних, економічних, культурних, наукових та інших зв'язків, а також захищати права та інтереси громадян і юридичних осіб України, які перебувають на території Мексики.
Посольство сприяє розвиткові міждержавних відносин між Україною і Мексиканських Сполучених Штатах на всіх рівнях, з метою забезпечення гармонійного розвитку взаємних відносин, а також співробітництва з питань, що становлять взаємний інтерес. Посольство виконує також консульські функції.

## Історія дипломатичних відносин
Після проголошення незалежності Україною 24 серпня 1991 року Мексиканські Сполучені Штати визнали незалежність України 25 грудня 1991 року. 14 січня 1992 року було встановлено дипломатичні відносини між Україною та Мексикою. У березні 1999 року було започатковано діяльність Посольства України в Мексиці, офіційне відкриття якого відбулося у листопаді 2000 року.
1 червня 2010 року було відкрито Почесне консульство України у мексиканському місті Тіхуана (штат Нижня Каліфорнія), керівником якого призначено громадянина Мексики Педро Раміреса Кампусано.

## Керівники дипломатичної місії
1. Щербак Юрій Миколайович (1997–1998), посол
2. Власенко Олег Вікторович (1999–2000) т.п.
3. Тараненко Олександр Сергійович (2004–2006)
4. Спірін Руслан Миколайович (2006–2007) т.п.
5. Бранашко Олексій Васильович (2007–2012)
6. Спірін Руслан Миколайович (2012–2020)[2]
7. Драмарецька Оксана Валеріївна (2020-2025)[3][4]
8. Погорельцев Сергій Олексійович (з 2025) [5]